# キルワ・キシワニとソンゴ・ムナラの遺跡群
キルワ・キシワニとソンゴ・ムナラの遺跡群（キルワ・キシワニとソンゴ・ムナラのいせきぐん）は、タンザニアにあるユネスコの世界遺産に登録されている物件のひとつ。キルワ島は中世には重要な交易地として栄えた。現在は木々に埋もれて廃墟と化した遺跡が残るのみである。

## キルワ・キシワニ
キルワ島は東アフリカ（現タンザニア領内）沖に浮かぶ島で、イスラム教徒のコミュニティが今もある。
9世紀に、この島は商人アリ・ビン・アル＝ハサン (Ali bin Al-Hasan) に売り渡され、以降の数世紀にわたり、交易の拠点たる大都市として成長を遂げた。取引されていたのは、ジンバブエからの黄金や鉄、タンザニアからの象牙や奴隷、アジアからの繊維、宝石、陶磁器、香辛料などだった。
13世紀までに、マフダリ家 (Mahdali) の支配の下で、キルワは東アフリカ沿岸部最大の都市となり、その影響力はモザンビークにまで及んだ。イブン・バットゥータは1330年頃にこの島を訪れたことに関連し、統治者 Sultan al-Hasan ibn Sulaiman の謙譲と篤信の精神を高く評価している。この時期よりあとに、フスニ・クブワ宮殿 (Palace of Husuni Kubwa) の建造や、キルワの大モスク (Great Mosque of Kilwa) の拡張が行われた。
16世紀初頭に、ヴァスコ・ダ・ガマがこの優れた国から貢物を受け取ったが、それからほどなくしてポルトガルが支配下に置いた（1505年）。1512年まではポルトガルの手にあったが、その年にアラブ商人たちに奪還された。都市は幾許かの栄光を取り戻しはしたが、1784年にはザンジバル島に入植していたオマーンの支配を受けた。その後、フランスがキルワの島北端に要塞を築いたが、島自体も1840年に打ち棄てられた。1886年から1918年の間はドイツ領東アフリカの一部とされたが、本格的な考古学調査は1950年代に始まった。
特筆すべき廃墟は大モスク跡やムクティニ宮殿 (Mkutini Palace) 跡などである。

## ソンゴ・ムナラ
イブン・バットゥータやジョン・ミルトンの『失楽園』によって言及されてきたキルワ・キシワニと違い、ソンゴ・ムナラ島の記録はほとんどなく、14世紀から15世紀頃に繁栄していたらしいということが分かっているのみである。
ソンゴ・ムナラ島には5つのモスクの廃墟などが残っているが、マングローブ林などに埋もれている。

## 世界遺産

### 登録基準
この世界遺産は世界遺産登録基準のうち、以下の条件を満たし、登録された（以下の基準は世界遺産センター公表の登録基準からの翻訳、引用である）。
- (3) 現存するまたは消滅した文化的伝統または文明の、唯一のまたは少なくとも稀な証拠。

### 危機遺産登録
この物件は2004年に「危機遺産リスト」に登録された。これら2つの島では、熱帯特有の気候や植生によって遺跡の侵食や破壊が顕著な反面、それへの対策が不十分なためである。侵食だけでなく、雨水で土壌が洗い流されることが、崖際に立つ建造物群の足場を脅かしている。
2014年に危機遺産リストから除去された。